# John Farnham
John Peter Farnham (Dagenham, Ujedinjeno Kraljevstvo, 1. srpnja 1949. - ), australski je pjevač.
Jedan je od najuspješnijih australskih umjetnika do danas, a njegov album Whispering Jack bio je prvi album koji je samo u Australiji prodan u više od milijun primjeraka. Vodeći singl s albuma "You're the Voice", Farnhamova je najpoznatija pjesma.

## Izabrana diskografija
- Sadie (1968.)
- Everybody Oughta Sing a Song (1968.)
- Looking Through a Tear (1970.)
- Christmas Is... Johnny Farnham (1970.)
- Johnny (1971.)
- Johnny Farnham Sings the Shows (1972.)
- Hits Magic & Rock 'N Roll (1973.)
- J.P. Farnham Sings (1975.)
- Uncovered (1980.)
- Whispering Jack (1986.)
- Age of Reason (1988.)
- Chain Reaction (1990.)
- Then Again... (1993.)
- Romeo's Heart (1996.)
- 33⅓ (2000.)
- The Last Time (2002.)
- I Remember When I Was Young: Songs from the Great Australian Songbook (2005.)
- Jack (2010.)
- The Acoustic Chapel Sessions (2011.)

## Vanjske poveznice
- Službene stranice